# Alatau City Bank
Alatau City Bank — казахстанский розничный банк. Головной офис находится в г. Алматы. По состоянию на 1 января 2024 года организационная структура банка включает в себя: Головной банк, 19 региональных филиалов и 103 структурных подразделения, а также 5 VIP-центров.   
Доля в совокупном объеме активов БВУ Республики Казахстан составляет более 5,6%. Jusan Bank определен Национальным Банком Казахстана как потенциально системно значимый банк.
Банк занимается коммерческой банковской деятельностью, предоставлением кредитов и гарантий, привлечением депозитов, открытием и ведением счетов клиентов, осуществлением расчетно-кассового обслуживания, проведением операций с ценными бумагами и иностранной валютой. В число клиентов Банка входят клиенты розничного сегмента, микробизнес, малый и средний бизнес, а также крупный бизнес.

## Собственники и руководство
В 2023 году крупным акционером Банка стал Галимжан Есенов, владеющий 98,84% простых акций, находящихся в обращении.
Председатель совета директоров — Куат Кожахметов. 
Председатель правления — Гульмира Джумадиллаева .

## Показатели
На начало 2024 года совокупные активы составили 3,15 трлн тенге. По этому показателю Jusan Bank (без учета дочерних компаний) занимает долю рынка в 5,6% или 6 позицию среди банков Казахстана;
Jusan Bank является одним из самых финансово устойчивых банков страны и занимает 1-е место по отношению капитала к активам и 3-е место по размеру капитала (без учета дочерних компаний) среди крупнейших банков Казахстана. Общий капитал Jusan (консолидированный) увеличился на 27%, до 735,7 млрд тенге;
Банк выполняет пруденциальные нормативы регулятора с существенным запасом, то есть значительно превышая их. Достаточность капитала - коэффициент k1 составляет 35,5%, k2 - 49,2% при нормативе 8,5% и 10%, соответственно.
Чистая прибыль выросла на 34,5% по сравнению с 2022 годом и составила 152,3 млрд тенге по итогам 2023 года, благодаря успешным мероприятиям по улучшению качества кредитного портфеля, а также достижению сбалансированной диверсификации кредитного портфеля за счет развития кредитования физических лиц и МСБ;
Объем чистого процентного дохода по сравнению с показателем 2022 года увеличился более чем в 1,4 раза или на 40,1%, составив 218,1 млрд тенге за отчетный год;
Экосистема банка насчитывает более 3 млн пользователей. Самый высокий рост вовлеченности в мобильное приложение Банка: на конец 2023 года MAU достигло более 1,2 млн активных пользователей Jusan App и свыше 106 тыс. пользователей Jusan Business.

## Сервисы
В июне 2023 года Jusan Business представил SWIFT GPI трекер - сервис для мониторинга международных платежей. Этот современный инструмент позволяет пользователям Jusan Business получать детальную информацию о статусе своих международных платежей и позволяет избежать беспокойства о безопасности отправленных денежных средств иностранным партнерам.  

## История
17 января 1992 года основан АО «Цеснабанк».
В 2007 году банк подписал партнерское соглашение с Международной системой денежных переводов Юнистрим.
В июне 2007 года банк открывает три филиала в городах Алма-Ата, Тараз, Кызылорде.
В 2007 году акционеры Цеснабанка избрали в состав совета директоров двух независимых директоров — нерезидентов Республики Казахстан Джеффри Брэмптон Манди и Яцека Бжезински.
В 2008 году уставный капитал банка был увеличен почти на 2 млрд тенге.
В июне 2008 года банк и АО «Государственная страховая корпорация по страхованию экспортных кредитов и инвестиций» подписали меморандум о взаимном сотрудничестве.
11 февраля 2009 года — подписано соглашение о кредитной линии с экспортно-кредитным агентством Канады Export Development Canada (EDC) на сумму 13 миллионов долларов для финансирования экспорта оборудования канадских производителей в Республику Казахстан.
В феврале 2010 года банк регистрирует дочернюю страховую компанию «Цесна Гарант».
21 января 2013 года — подписано соглашение с Евразийским банком развития о кредитной линии на сумму 4 миллионов долларов сроком на 5 лет.
В октябре 2015 года — подписано соглашение с АО Росэксимбанк.
18 декабря 2015 года председателем правления назначен Рустам Якупбаев, а председателем совета директоров — Даурен Жаксыбек.
14 мая 2018 года председателем правления Банка назначен Ержан Толеубеков.
В августе 2018 года в целях обеспечения ликвидности АО «Цеснабанк» привлекает краткосрочный заём Национального банка РК в сумме 150 млрд тенге.
14 сентября 2018 года Ержан Толеубеков освобожден от должности Председателя Правления Банка.
14 сентября 2018 года председателем правления банка назначен Ульф Вокурка.
06 февраля 2019 года 99,5 % акций банка проданы АО «First Heartland Securities».
06 февраля 2019 года Фонд проблемных кредитов выкупает у АО «Цеснабанк» портфель сельскохозяйственных кредитов на сумму 604 млрд тенге.
07 февраля 2019 года в банке произвели новые назначения: председателем совета директоров назначен Шигео Катсу, председателем правления — Бекжан Пирматов.
29 апреля 2019 года акционеры банка приняли решение переименовать «Цеснабанк» в АО «First Heartland Jýsan Bank».
02 сентября 2019 года проведено объединение АО «First Heartland Jýsan Bank» и АО «First Heartland Bank». Активы объединённого банка — First Heartland Jýsan Bank — составили 1,264 трлн тенге.
06 ноября 2019 года председателем правления банка назначен Кайып Айбек Торебекулы.
26 июня 2020 года решением Единственного акционера Банка из состава Совета директоров был исключен Жамишев Болат Бидахметович — член Совета директоров, независимый директор, избран Возгиморукян Патрик — член Совета директоров, независимый директор.
30 декабря 2020 года АО «First Heartland Jýsan Bank» приобрел 99,76 % акций АО «АТФБанк».
15 марта 2022 года председателем правления банка назначен Нурдаулет Айдосов.
В июле 2023 года контроль над банком получил казахстанский бизнесмен Галимжан Есенов.
В апреле 2024 года председателем правления Jusan Bank была избрана Гульмира Джумадиллаева.
В сентябре 2024 года совет директоров Jusan Bank возглавил Куат Кожахметов. В этот же день решением собрания акционеров членом Совета директоров избрана Председатель Правления Банка Гульмира Джумадиллаева. К.Кожахметов сменил на посту Председателя Совета директоров Галимжана Есенова, который на общем собрании акционеров сложил с себя полномочия члена Совета директоров.    
16 июня 2025 года финансовый институт сменил наименование на Alatau City Bank    
19 июня 2025 года Казахстанская федерация футбола (КФФ) заключила стратегическое соглашение с Alatau City Bank, который с 2025 года выступает генеральным спонсором организации, титульным партнёром Казахстанской Премьер-лиги

## Достижения
26 сентября 2017 года банк получил награду издания Asiamoney в номинации «Лучший локальный банк в Центральной и Восточной Европе».
2 декабря 2017 года АО «Цеснабанк» получил премию «Лучший банк в Казахстане» по версии International Banker.
В 2019 году банк поделился хорошими результатами — S&P Global Ratings пересмотрело прогноз по рейтингам АО «First Heartland Jýsan Bank» со «Стабильного» на «Позитивный» и подтвердило долгосрочный и краткосрочный кредитные рейтинги эмитента на уровне «В-/В».
1 июля 2020 года Jýsan Bank возглавил глобальный рейтинг банков по рентабельности активов (ROA) по версии авторитетного британского журнала The Banker. Согласно рэнкингу The Banker по итогам 2019 года, который был опубликован в июльском номере журнала, Jýsan Bank стал лучшим по показателю ROA не только среди банков Азии и Океании, но и возглавил мировой ТОП, продемонстрировав показатель 18,43 %.
Согласно «Оценке защищенности веб-сайтов и мобильных приложений коммерческих банков» KPMG, по итогам 2021 года лидером по уровню защиты назван Jusan Bank.
В 2023 году приложение Jusan заняло II место в рейтинге Forbes ТОП-30 мобильных приложений Казахстана. Компания Intervale Kazakhstan подвела итоги 10-го ежегодного рейтинга мобильных приложений, и по его итогам Jusan взял серебро, попав в тройку лидеров с результатом 92,95 балла.
В мае 2024 года журнал Ösim от Jusan Business назван лучшим корпоративным медиа 2024 года.
В июне 2024 года Jusan Bank улучшил свою оценку по устойчивому развитию S&P CSA. Corporate Sustainability Assessment 2023 стала второй оценкой, полученной Jusan Bank. S&P Global Market Intelligence присвоило Jusan Bank оценку на уровне 34/100 (по состоянию на 17.05.2024), что на 11 баллов выше оценки за предыдущий период. Банк получил 41 балл по управленческому и экономическому аспекту (Governance & Economic Dimension), 15 баллов — по экологическому аспекту (Environmental Dimension), 33 балла — по социальному аспекту (Social Dimension). По сравнению с предыдущим годом Jusan Bank улучшил свою оценку по каждому из аспектов S&P CSA.
В июле 2024 года международное рейтинговое агентство Moody’s Ratings (Moody’s) подтвердило долгосрочные депозитные рейтинги АО «First Heartland Jusan Bank» (Jusan Bank) в национальной и иностранной валютах на уровне Ba3. Прогноз по рейтингам оставался позитивным. Одновременно рейтинговое агентство повысило базовую и скорректированную оценку кредитоспособности (BCA) с уровня b2 до b1.
В ноябре 2024 года Jusan Bank был назван лучшим мобильным банком для бизнеса в Казахстане по версии информационно-аналитического агентства SME Banking Agency. Кроме того, Jusan Bank занял вторые места в рейтингах лучших экосистем для бизнеса и лучших цифровых банков для МСБ.
В ноябре этого же года банк стал победителем в номинации «Лучший кредитный продукт для физических лиц» в рамках премии PLUS Galaxy Award Almaty 2024. Члены жюри проанализировали аналогичные предложения на рынке и в данной категории онлайн-кредит от Jusan Bank оказался лучшим по условиям, удобству и скорости оформления.

## Социальная инициатива
В сентябре 2022 года Jusan Bank списал кредиты потерявшим жильё в результате пожаров жителям Костанайской области. Банк списал кредиты и все долги по ним пострадавшим клиентам, чьи дома сгорели и кто потерял жилье в результате стихийного бедствия.
В декабре 2022 года Jusan и юные художники подарили новогодний сюрприз алматинцам. В Алматы на стенах домов накануне нового года появились уникальные «открытки». Их создали учащиеся Школы искусства и дизайна имени А. Кастеева – первого клуба ЮНЕСКО в Казахстане, при поддержке Jusan. В конкурсе участвовали 56 работ, из них по итогам конкурса жюри выбрало 5 рисунков. И эти чудесные открытки украсили город, создавая особое праздничное настроение на улицах Алматы.
В январе 2023 года сотрудники Jusan Bank исполнили заветные желания 100 детей – пациентов НИИ онкологии. Сотрудники банка инициировали волшебную акцию «Новогоднее чудо», по исполнению желаний детей из малообеспеченных и неполных семей со всех регионов Казахстана, пациентов Казахского НИИ онкологии и радиологии, а также детей, опекаемых благотворительным фондом «Досбол».
В феврале 2023 года Jusan стал партнером международного форума Digital Almaty, это крупнейшее Tech-событие, объединяющее на одной площадке IT сообщество, стартапы, международных экспертов и госорганы.
В этом же месяце 2023 года IT-специалисты Jusan провели очередной бесплатный интенсив по программированию в Есике Алматинской области, это продолжение проекта Auyl.Go, инициированного сотрудниками, при финансовой поддержке нашего банка.
Кроме того, Jusan Singularity бесплатно обучил IT детей с особыми потребностями. В частности, Jusan Singularity совместно с компанией iTeacher Academy адаптировали для обучения детей с особыми потребностями программу от Apple. Ученикам стал доступен двухнедельный курс программирования на языке Swift. По завершении дети создали свои первые игры для iPhone.  
В феврале 2023 года в Алматы провели Jusan Cyber Day, собравший любителей видеоигр, косплея и экспертов киберспорта. В рамках события прошел турнир по Counter-Strike: Global Offensive (CS:GO) в формате 1x1. В нем приняли участие 45 человек.
В этом же месяце в Алматы презентовали новую творческую площадку - Jusan Vibe. Это мультифункциональное пространство для выставок, лекций и встреч представителей арт-сообщества.
Jusan Bank активно поддерживает разные сообщества и проекты, которые помогают людям с особыми потребностями социализироваться и вести более активный образ жизни, реализуя свой творческий и спортивный потенциал. Одним из таких важных проектов в марте 2023 года стало партнерство с Национальным паралимпийским комитетом Казахстана в части поддержки ИнваТакси в городе Астане, профинансировав годовой расход ГСМ для специализированных микроавтобусов, которые перевозят маленьких жителей столицы, перемещающихся на инвалидных колясках.
В марте 2023 года в преддверии праздника Наурыз Jusan подарил столичной поликлинике №9 медицинские оборудование. Два аппарата стоимостью 1,5 млн тенге для стерилизации стоматологического оборудования переданы коллективу директором розничного блока столичного филиала Jusan Bank Розой Бегемировой. Это не первая помощь, оказываемая Банком казахстанским медицинским учреждениям. Ранее Jusan подарил карагандинской больнице автомобиль для перевозки пациентов стоимостью 5,2 млн тенге.
В марте 2023 года Jusan Bank стал казахстанским партнером глобальной акции, к которой присоединились 7 тысяч городов из 180 стран мира. Jusan Bank также на один час выключил свет в своих офисах и отделениях, чтобы привлечь внимание к важной инициативе по энергосбережению и необходимости заботы о природе. Это и демонстрация готовности делать мlаленькие, но важные шаги для защиты планеты.
В апреле 2023 года Jusan поддержал «Love Марафон», приуроченный к Национальному Дню влюбленных в Астане.
В мае 2023 года Jusan поддержал проект «Кел, балалар, оқылық» в целях помощи казахстанским детям получить навыки в творческих профессиях.
В мае 2023 года Jusan поддержал марафон Aktau Spring Run 2023.
В этом же месяце 2023 года Jusan подарил яркий стрит-арт объект городу Шымкенту. В частности, необычный яркий мурал украсил двор 11 дома на улице Туркестанской, став центром притяжения для жителей города. Профессиональная команда художников трудилась над этой стрит-арт композицией, а Jusan Bank выступил главным партнером проекта по созданию креативных общественных мест в регионах Казахстана.
В мае 2023 года состоялся тренинг по финансовой грамотности для журналистов от Jusan: повышение качества информации для населения о финансовом секторе. Спикеры от Национального Банка РК, Jusan Invest и Jusan Analytics рассказали о том, как работать с финансовой отчетностью и статистикой. Что такое инвестиции и почему важно развивать инвестиционную культуру среди казахстанцев.
В июне 2023 года Jusan презентовал детскую книгу по финансовой грамотности на казахском языке для детей и родителей. Мировой бестселлер The Opposite of Spoiled: Raising Kids Who Are Financially Smart and Responsible переведен на казахский язык с названием «Тиыннан теңге құрайтын бала».
В июне 2023 года Jusan Bank подарил оборудование чемпионке Worldskills. Карина Шарипова, студентка технического колледжа Астаны, выиграла городской чемпионат профессионального мастерства Worldskills Kazakhstan в швейной отрасли. Её победа вдохновила многих ребят и Карине был вручен профессиональный подарок от Jusan – передовая швейная машина с парогенератором.

## ESG
Банк привержен принципам устойчивого развития и в своей деятельности стремится к построению эффективной системы управления в области устойчивого развития, что обозначено в Кодексе корпоративного управления, утвержденном Общим собранием акционеров АО «Jusan Bank».  С января 2023 года Банк является активным подписантом Глобального Договора ООН.
В своем подходе к вопросам устойчивого развития Jusan Bank ориентируется на Цели устойчивого развития ООН, признавая важность каждой из них и учитывая их в ходе своей деятельности и стратегического планирования. Банк стремится внести вклад в их достижение через партнерство и диалог с заинтересованными сторонами. В 2022 году Банк определил в качестве приоритетных 4 ЦУР ООН: качественное образование, достойная работа и экономический рост, индустриализация, инновации и инфраструктура, а также партнерство в интересах устойчивого развития. 

## События
В феврале 2017 года СМИ опубликовали информацию о слиянии АО «Цеснабанк» с АО «Банк ЦентрКредит», однако в марте 2018 года стало известно, что руководство финансовых организаций отказалось от слияния.

## Критика
First Heartland Jusan Bank неоднократно получал финансовую помощь от государства, если сложить сумму дохода, которые получил Jusan Bank от государства при приобретении Цеснабанка и АТФ банка, а также на снижении финансовой нагрузки, то получается, что банк в течение 2019—2020 годов получил $1,3 млрд. В конце 2019 года Jusan Банк получил дополнительную финансовую помощь от государства в размере 20,8 млрд тенге на спасение дочернего ПАО «Плюс Банк», находящегося в России.